# Sławno (gromada w powiecie gnieźnieńskim)
Sławno – dawna gromada, czyli najmniejsza jednostka podziału terytorialnego Polskiej Rzeczypospolitej Ludowej w latach 1954–1972.
Gromady, z gromadzkimi radami narodowymi (GRN) jako organami władzy najniższego stopnia na wsi, funkcjonowały od reformy reorganizującej administrację wiejską przeprowadzonej jesienią 1954 do momentu ich zniesienia z dniem 1 stycznia 1973, tym samym wypierając organizację gminną w latach 1954–1972.
Gromadę Sławno z siedzibą GRN w Sławnie utworzono – jako jedną z 8759 gromad na obszarze Polski – w powiecie gnieźnieńskim w woj. poznańskim, na mocy uchwały nr 19/54 WRN w Poznaniu z dnia 5 października 1954. W skład jednostki weszły obszary dotychczasowych gromad Głębokie, Skrzetuszewo, Sławno i Ujazd oraz miejscowość Kamionek z dotychczasowej gromady Zakrzewo ze zniesionej gminy Kiszkowo w tymże powiecie. Dla gromady ustalono 12 członków gromadzkiej rady narodowej.
1 stycznia 1962 do gromady Sławno włączono obszar zniesionej gromady Komorowo (bez miejscowości Dziećmiarki, Siemianowo i Owieczki) oraz miejscowości Myszki i Zakrzewo ze zniesionej gromady Łagiewniki Kościelne w tymże powiecie.
31 grudnia 1971 gromadę zniesiono, a jej obszar włączono do gromad: Kiszkowo (miejscowości Głębokie-Berkowo, Imiołki, Myszki, Skrzetuszewo, Sławno-Kamionek i Ujazd) i Kłecko (miejscowości Komorowo, Waliszewo i Zakrzewo) w tymże powiecie.